# Károly Wieland
Károly Wieland, né le 1er mai 1934 à Soroksár et mort le 30 mai 2020 à Weinheim en Allemagne, est un céiste hongrois pratiquant la course en ligne.

## Palmarès

### Jeux olympiques de canoë-kayak course en ligne
- 1956 à Melbourne,  Australie
  -  Médaille de bronze en C-2 1000m [2].